# Ahumada
Ahumada è una municipalità dello stato di Chihuahua, nel Messico settentrionale, il cui capoluogo è la località di Miguel Ahumada.
Conta 11.457 abitanti (2010) e ha una estensione di 16.918,88 km².
Il paese deve il suo nome a Miguel Ahumada, governatore dello stato.